# Parada de Paradís (TRAM Alicante)
Paradís es una parada del TRAM Metropolitano de Alicante donde presta servicio la línea 1. Está situada en la zona sur del término municipal de Villajoyosa.

## Localización y características
Se encuentra ubicada en la urbanización Europark Sainvi, desde donde se accede. Dispone de un andén y una vía. Está cercana a las urbanizaciones del sur del municipio junto al mar.

## Líneas y conexiones
| << Cabecera | < Estación   | Línea | Estación >     | Cabecera >> |
| ----------- | ------------ | ----- | -------------- | ----------- |
| Luceros     | Venta Lanuza |       | La Vila Joiosa | Benidorm    |